# Aeroportul Gorakhpur
Aeroportul Gorakhpur (IATA: GOP, ICAO: VEGK) este un aeroport din Gorakhpur⁠(d), Gorakhpur district⁠(d), Gorakhpur division⁠(d), Uttar Pradesh, India ce deservește zona Gorakhpur⁠(d). Aeroportul a fost tranzitat în decembrie 2022 de 59.349 de pasageri. A fost numit după zona deservită.
Situat la o altitudine de 79 m, aeroportul dispune de o singură pistă. Este operat de Indian Air Force⁠(d).